# Ropné pole

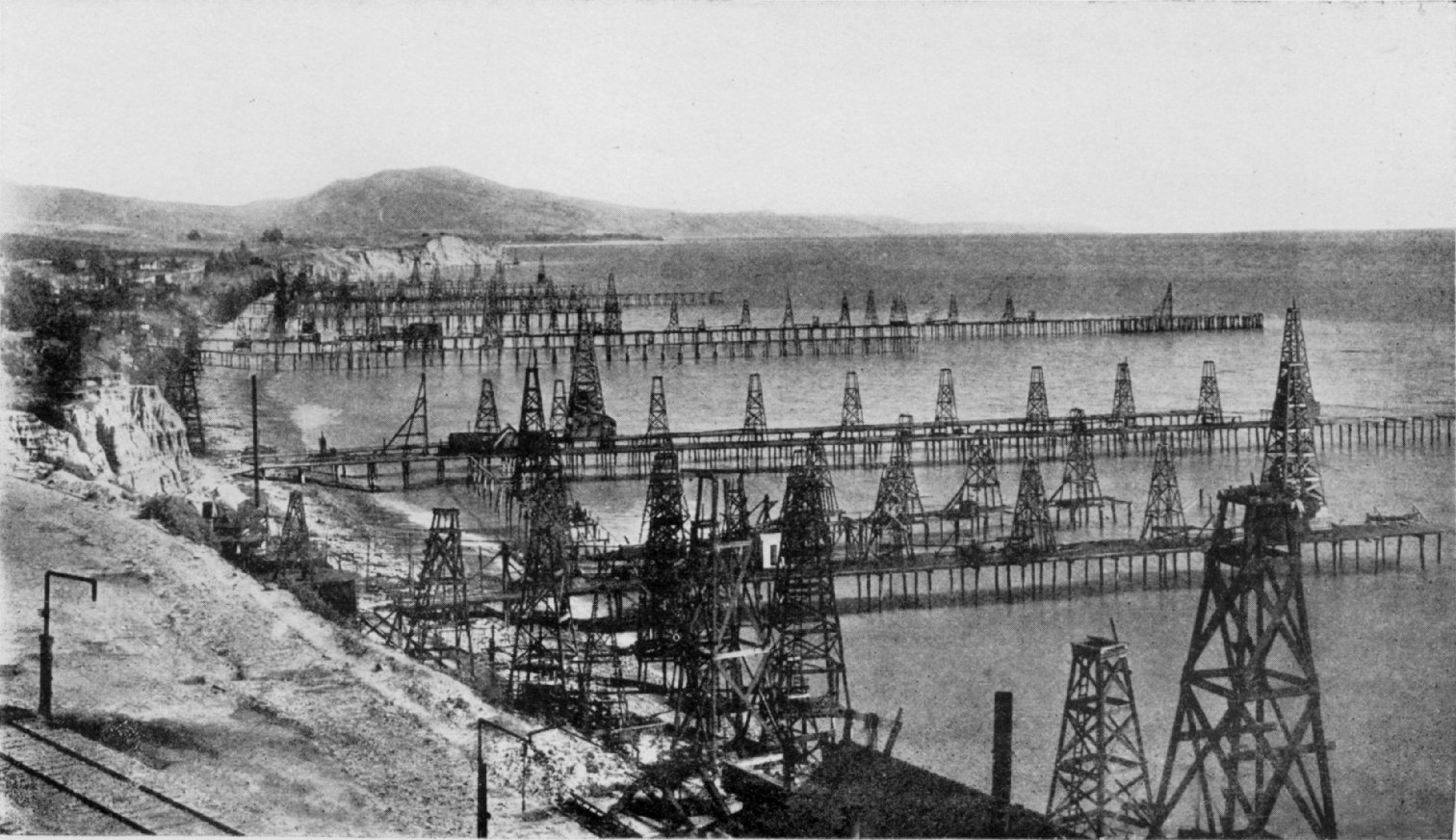
Ropné pole s mnoha věžemi na pobřeží Summerland, poblíž Santa Barbary v Kalifornii, cca 1915

Ropné pole je oblast s větším výskytem ropných věží extrahujících ropu z jejího podloží. Vzhledem k tomu, že se ropná naleziště většinou rozprostírají na velké vzdálenosti, někdy až stovky kilometrů, plná exploitace ropy z tohoto pole má za následek mnoho ropných věží, rozesetých po této oblasti. Navíc zde mohou být průzkumné vrtné věže zkoumající rozsah pole, potrubí transportující těženou ropu dále ke zpracování a podpůrná zařízení určená k těžbě.

## Infrastruktura

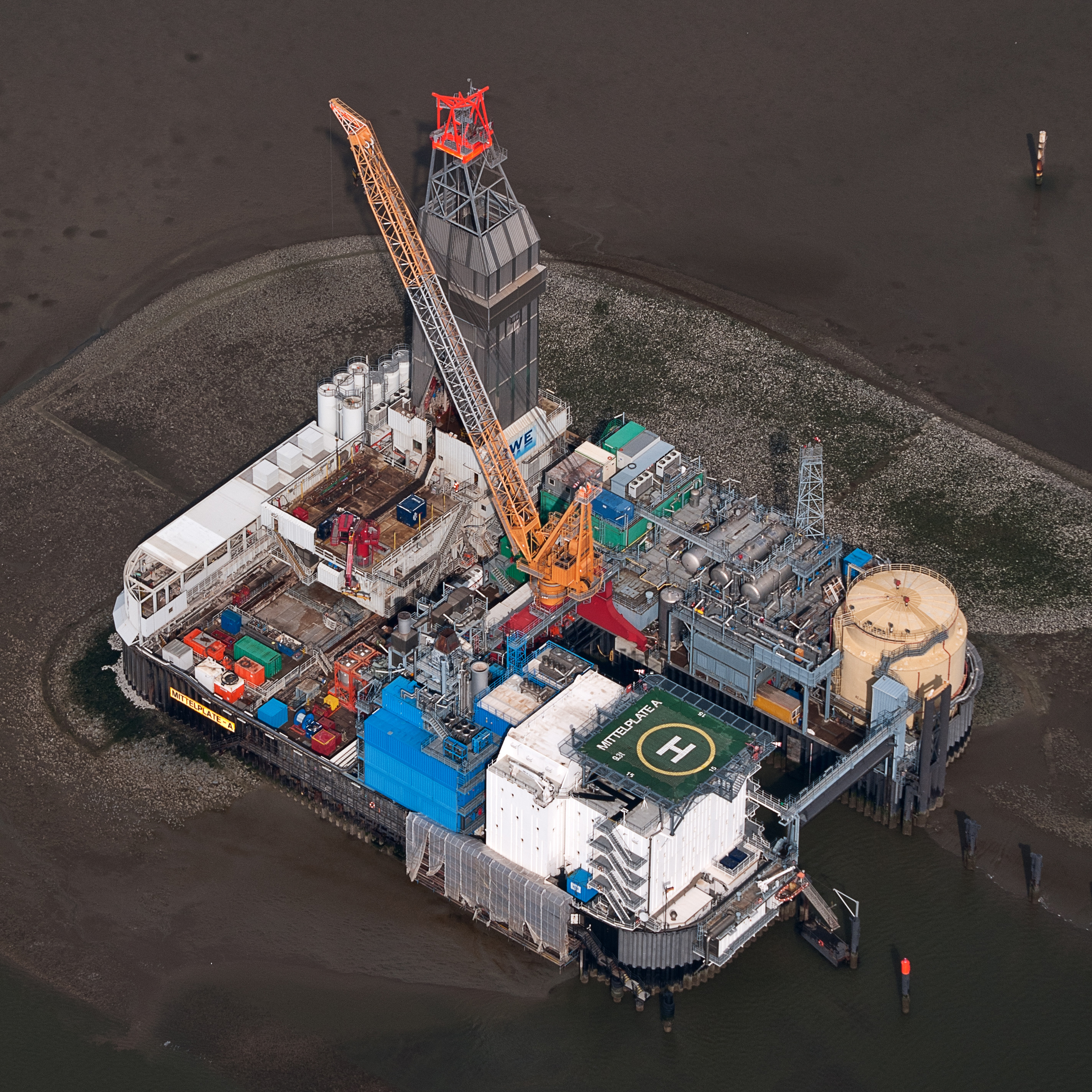
Mittelplate v Severním moři u Německa

Protože ropné pole se může nalézat daleko od civilizace, může být založení produkce logistický oříšek. Například dělníci a inženýři na místě naleziště mohou pracovat měsíce a někdy i několik let, a tedy budou vyžadovat zázemí, které zase bude vyžadovat elektřinu, vodu. Potrubí u nalezišť nacházejících se v chladných územích, je potřeba zahřívat před zamrznutím; nadbytečný zemní plyn (u kombinovaných nalezišť ropy i zemního plynu), pro který by nebylo ekonomicky schůdné využití, se spaluje na místě, a k tomu opět potřebuje plynové potrubí a pec; a tak dále. Typické (konvenční) ropné pole sestává z mnoha věží, potrubí a dodatečných zařízení - nejcharakterističtější pro nějž jsou vrtné plošiny a čerpadla (v angličtině známé jako "nodding donkeys" - „kývající oslíci“ pro svůj neustálý kývavý pohyb, který při práci vykonávají). Mnoho společností (jako např. BJ Services, Baker Hughes, Schlumberger Ltd. a jako jedny z největších Bechtel a Halliburton) se specializují pro dodatečnou infrastrukturu a vybavení pro stavbu ropných polí.

## Ropná pole světa
Na Zemi je v různých oblastech těžby rozeseto více než 40 000 polí, a to jak na souši tak na pod mořským dnem, nicméně, celých 94 % známých ropných nalezišť je situováno v 1500 největších polích, z čehož největší z nich představuje podíl celých 6,25 % světové produkce. Zhruba 2/3 všech ropných rezerv se nachází v regionu Blízkého východu, a to zejména v oblasti Perského zálivu.
Největší konvenční ropné pole na světě je Ghawar v Saúdské Arábii, 30 kilometrů široké a 270 dlouhé, s rezervami kolem 80 mld barelů, druhé největší leží v Kuvajtu a jmenuje se Burgan. Ostatní mají většinou mnohem menší rezervy.
V moderní historii byla ropná pole s většími potvrzenými ropnými rezervami faktorem v mnoha geopolických konfliktech.

## Těžba

Hubbertova křivka produkce ropy všech ropných nalezišť ve Spojených státech

Životní cyklus ropného pole (ale i oblasti více polí) co do produkce podle tzv. Hubbertovy teorie přibližně opisuje Hubbertovu křivku, velmi podobnou logistické nebo pravděpodobnostní křivce, ve které nejdříve produkce ropy klesá (s rostoucím a vzápětí klesajícím tempem růstu), projde vrchol produkce a absolvuje (zrychlený, vzápětí zpomalený) pád.
Průměrné systémově dynamické zpoždění mezi objevem pole a vybudováním těžící infrastruktury a ustálením produkce je 5 i více let. V druhé polovině životního cyklu těžby mohou těžaři přistoupit k některým z metod pro posílení produkce, např. podniknutí podpůrných vrtů, do kterých injektují vzduch nebo např. mořskou vodu, čímž zvýší tlak na zbývající ropu; nebo jiné techniky.
V okamžiku, kdy těžební společnost opouští ropné pole a prohlašuje ho za vytěžené, se v něm nachází přibližně 66 % ropy. Tato ropa ale již tak nepřístupná, zředěná, nasáklá do okolních břidlic, … že její další dobývání by nebylo ekonomicky, energeticky, … jinak výhodné (tj. ERoEI těžby a dopravení k odbytišti by byl příliš blízký nebo nižší jedničce).